# エレーナ・フィルソヴァ
エレーナ・オレゴヴナ・フィルソヴァ（ロシア語: Еле́на Оле́говна Фи́рсова / Elena Olegovna Firsova, 1950年3月21日 – ）は、ソ連出身のロシア人女性作曲家。現在は西側に亡命している。

## 略歴
レニングラードにおいて物理学者の父オレグ・フィールソフと母ヴィクトリア・リチコとの間に生まれる。モスクワで音楽をアレクサンドル・ピルモフやユーリ・ホロポフ、エディソン・デニソフ、フィリップ・ヘルシュコヴィチに師事。1979年に、無断で西側のソヴェト音楽フェスティバルに参加したことを理由にソ連作曲家同盟第6回会議において「フレンニコフの7名」として指弾され、ソヴェト当局の要注意人物となった。作曲家仲間のディミトリー・スミルノフと結婚して、現在はイギリスに在住である。
多作家としてつとに名高く、さまざまなジャンルで100曲以上もの作品を創り出している。代表作は、オスカー・ワイルドとクリスティーナ・ロセッティの原作による室内オペラ《夜啼き鶯とバラ》（初演：1994年、ロンドン）や、管弦楽曲《卜占（Augury）》（初演：1992年、BBCプロムス）、《アンナ・アフマートワの詩による鎮魂歌》（初演：2003年、ベルリン・コンツェルトハウス）が挙げられる。
独唱者と室内合奏団のための室内カンタータが得意とするジャンルであり、これまでにアレクサンドル・プーシキンやマリーナ・ツヴェターエワ、ボリス・パステルナーク、オレグ・プロコフィエフの詩に曲付けをしてきた。中でも一番のお気に入りの詩人は、オシップ・マンデリシタームであり、マンデリシタームの詩『浮世暮らし』『トリスティア』『石』『森の散歩道』『竜巻の前に』『貝殻』『沈黙』『冬の唄』などのほかに、マンデルシタームのロシア語訳による『ペトラルカのソネット』を取り上げてきた。
アムステルダム・コンセルトヘボウ管弦楽団やブロドスキー弦楽四重奏団、BBCプロムスやハノーファー万博2000など、数々の演奏団体や音楽祭から新作の依嘱を受けている。主な版元はブージー&ホークス（ロンドン）やハンス・シコルスキ社（ハンブルク）、シャーマー社（ニューヨーク）である。

## 語録
- 私にとって作曲することは大変です。その経過はほとんど耐えがたいほどに苦痛で、作業はなかなかうまくいきません。それでも私が判断する限り、音楽の質というものは、このことにかかっているわけではないのです。すらすらと書いた音楽が時たま効果的であることがありますが、しかしそんな音楽は、時として上っ面だけでしかありません。
- 私にとって作曲とは、たいてい自分の内面に沈積することを意味します。つまり、美との接触であり、非物質的な世界との交信です。
- 作曲家は、全員がそうだというのではありませんが、僧侶や庭師と非常につながりがあるものです。

## 主要作品一覧

### 歌劇
- 室内オペラ《黒死病の時代の饗宴》（アレクサンドル・プーシキン原作、1973年）
- 室内オペラ《夜啼き鶯とバラ（The Nightingale and the Rose）》（オスカー・ワイルド＝クリスティーナ・ロセッティ原作、1991年）

### 声楽曲
- 声楽と器楽合奏のための《ペトラルカのソネット》（オシップ・マンデリシターム訳、1976年）
- 声楽とサクソフォン四重奏のための《夜》（原詩：ボリス・パステルナーク、1978年）
- 声楽と室内オーケストラのためのカンタータ《トリスティア》（原詩：マンデリシターム、1979年）
- 声楽とピアノのための《オシップ・マンデリシタームの3つの詩》（1980年）
- 声楽とオルガン（またはサクソフォーン四重奏）のための《シェイクスピアのソネット》（1981年）
- 声楽とオーケストラのためのカンタータ《石》（原詩：マンデリシターム、1983年）
- ソプラノと器楽合奏のための室内カンタータ《浮世暮らし》（原詩：マンデリシターム、1984年）
- ソプラノと器楽合奏のためのカンタータ《森の散歩道》（原詩：マンデリシターム、1987年）
- オーケストラ伴奏合唱曲《卜占》（ウィリアム・ブレイク、1988年）
- ソプラノと室内合奏のための《ステュクスの歌》（原詩：マンデリシターム、1989年）
- ソプラノと器楽合奏のための《貝がら》（原詩：マンデリシターム、1991年）
- 声楽、フルートと打楽器のための《渦巻》（原詩：マンデリシターム、1991年）
- 声楽と弦楽四重奏のための《沈黙（Silentium）》（原詩：マンデリシターム、1991年）
- 声楽と管弦楽のための《秘密の抜け道》（原詩：マンデリシターム、1992年）
- 声楽、クラリネットと弦楽四重奏のための《間隔》（原詩：マリーナ・ツヴェターエワ、1992年）
- 4人の声楽家のための《眠れぬ夜（Insomnia）》（原詩：プーシキン, 1993年）
- ソプラノと器楽合奏のためのカンタータ《嵐の前に》（原詩：マンデリシターム、1994年）
- バリトンとピアノのための《違う、偏頭痛なんかじゃない》（原詩：マンデリシターム、1995年）
- 室内オーケストラと合唱のためのエディソン・デニソフ追悼曲《時の河（The River of Time）》（原詩：ガヴリイラ・ロマノヴィチ・デルジャーヴィン、1997年）
- バス歌手、フルートとハープのための《（The Scent of Absence）》（オレグ・プロコフィエフ、1998年）
- 《（西暦2000年のためのキリスト賛歌）（ドイツ語: Das erste ist vergangen (Christushymnus 2000) ）》（フランツ・カフカ、聖書等の詩句による、1999年）
- ソプラノ、合唱と管弦楽のための《鎮魂歌（Requiem）》（原詩：アンナ・アフマートヴァ、2001年）
- ソプラノとチェロのための《冬の歌》（原詩：マンデリシターム、2003年）

### 協奏曲
- チェロ協奏曲 第1番 （1973年）
- チェロ協奏曲 第2番（《室内協奏曲 第2番》、1982年）
- チェロ協奏曲 第3番（《室内協奏曲 第5番》、1996年）

- フルートと弦楽合奏のための《室内協奏曲 第1番》 (1978年）

- ヴァイオリン協奏曲 第2番 （1983年）

- ピアノ協奏曲 第1番（《室内協奏曲 第3番》、1985年）
- ピアノ協奏曲 第2番（《室内協奏曲 第5番》、1996年）

- ホルンと器楽合奏のための《室内協奏曲 第4番》（1987年）

### 管弦楽曲
- ノスタルジア （1989年）
- カッサンドラ （1992年）
- 《夢の花園（ドミートリイ・ショスタコーヴィチへのオマージュ）（The Garden of Dreams (Homage to Dmitri Shostakovich）》（2004年）

- 吹奏楽のための《幽囚の身（Captivity）》（1998年）

- 弦楽合奏のための《通過（Leaving）》（1998年）

### 室内楽曲
- 無伴奏ヴィオラのための組曲 作品2 （1967年）
- 弦楽四重奏曲 第3番《ミステリオーゾ（Misterioso）》（1980年）
- 弦楽四重奏曲 第4番《アモローソ（Amoroso）》（1989年）
- 弦楽四重奏曲 第5番《涙ぐんで（Lagrimoso）》（1992年）
- 弦楽四重奏曲 第6番 （1994年）
- 弦楽四重奏曲 第7番《憐れんで（Compassione）》（1995年）
- 弦楽四重奏曲 第8番《石の客（The Stone Guest）》（1995年）
- 弦楽四重奏曲 第9番《戸は閉じている（The Door is Closed）》（1996年）
- 弦楽四重奏曲 第10番《憂愁（La malinconia）》（1998年）
- 弦楽四重奏曲 第11番《煉獄（Purgatorio）》（2008年）
- 弦楽四重奏曲 第12番《告別（Farewell）》（2005年）

- アンサンブルのための《12人のための音楽》（1986年）
- 7人の奏者のための《オデュッセイ》（1990年）
- ピアノとアンサンブルのための《黒い鐘（Black Bells）》（2005年）
- 無伴奏チェロのための《スラヴァのために（For Slava）》 （2007年）